# Sulamith Goldhaber
Sulamith Goldhaber ( en hebreo: שולמית גולדהבר‎; 4 de noviembre de 1923 - 11 de diciembre de 1965) fue una física de altas energías y espectroscopista molecular. Goldhaber fue una experto mundial en las interacciones de los mesones K + con los nucleones e hizo numerosos descubrimientos relacionados con ello.

## Biografía
Goldhaber nació el 4 de noviembre de 1923 en Viena, Austria.  Goldhaber creció en Palestina después de que su familia emigró fuera de Austria.  Asistió a la Universidad Hebrea de Jerusalén, donde conoció a su futuro esposo, Gerson Goldhaber.  Goldhaber se graduó con un M.Sc. en 1947 y se casó con Gerson el mismo año.  Los Goldhaber se mudaron a los Estados Unidos para obtener doctorados en la Universidad de Wisconsin-Madison, que obtuvieron en 1951.  La pareja con su hijo Amos Nathaniel se mudó a la Universidad de Columbia en la ciudad de Nueva York, donde Gerson trabajaba en el Departamento de Física, y Sulamith, a pesar de su título en química física, encontró trabajo como asistente de Jack Steinberger, trabajando en lo que entonces se consideraba experimentos de alta energía en el Laboratorio Nevis de Columbia.
Goldhaber se convirtió en ciudadana naturalizada de los Estados Unidos en 1953.  Los Goldhaber se mudaron a Berkeley, California en 1953 cuando a Gerson se le dio un trabajo como profesor asistente en la Universidad de California.  Si bien Goldhaber había trabajado previamente en química física, pudo hacer la transición a la física de alta energía y formar una colaboración con su esposo trabajando en emulsión nuclear.   Los Goldhabers esperaban utilizar su técnica de emulsión nuclear con el recién abierto Bevatron, en ese momento el acelerador de mayor energía en funcionamiento, y fue a través de sus métodos como observaron algunas de las primeras interacciones entre los mesones K- y los protones.  Utilizando el Bevatron y la técnica de emulsión nuclear, Goldhaber fue la primera en observar la división de masa en hiperones E cargados, así como las primeras interacciones nucleares del antiprotón.
En los años 60, los Goldhaber se dieron cuenta de que debían empezar a utilizar la cámara de burbujas para continuar sus estudios en lugar de la emulsión nuclear, por lo que formaron el "Grupo Goldhaber-Trilling" con George Trilling. Goldhaber se convirtió rápidamente en una experta de renombre en la física de las cámaras de burbujas de hidrógeno, acumulando una larga lista de artículos invitados y charlas en conferencias. Los Goldhaber fueron los primeros en medir el espín del kaón y los primeros en estudiar la producción simultánea de pares de estados resonantes. También inventaron el diagrama ternario para facilitar sus investigaciones. Al principio de este periodo, los Goldhabers fueron becarios de la Fundación Ford en el CERN, donde fueron coautores de un informe del CERN junto con B. Peters.
Goldhaber estaba muy solicitada como ponente en conferencias científicas debido a su dominio de su campo y a su capacidad para expresarse con belleza. Goldhaber dio una charla fundamental en la Conferencia de Rochester de 1965 que marcó la transición de los experimentos basados en rayos cósmicos a los basados en aceleradores de partículas en el estudio de las partículas extrañas. En otoño de 1965, los Goldhaber se tomaron un año sabático para viajar por todo el mundo visitando laboratorios de alta energía y dando conferencias. Primero se detuvieron en Oxford para asistir a la conferencia europea bienal sobre física de altas energías, y después en el CERN para que Goldhaber pudiera discutir los métodos para realizar mediciones automáticas de películas con el dispositivo Hough-Powell de Berkeley. A continuación, los Goldhaber viajaron a Ankara para dar una conferencia y pasaron un mes en el Instituto Weizmann para preparar las conferencias que Sulamith iba a dar en Madrás (India).
En Madrás Goldhaber sufrió un derrame cerebral.  La cirugía exploratoria reveló un tumor cerebral en crecimiento.  Murió sin haber recobrado el conocimiento el 11 de diciembre de 1965.
Goldhaber tuvo un hijo con su esposo llamado Amos. Sus amigos y colegas la recordaron como "una científica distinguida, una ama de casa y anfitriona notable, y una esposa y madre devota".

## Premios y honores
- Miembro de Sigma Xi[4]
- 1964-65 Beca Guggenheim[4][5]
- 1960-61 Becario de la Fundación Ford[4]